# Odell (Oregon)
Odell é uma Região censo-designada localizada no estado norte-americano de Oregon, no Condado de Hood River.

## Demografia
Segundo o censo norte-americano de 2000, a sua população era de 1849 habitantes.

## Geografia
De acordo com o United States Census Bureau tem uma área de
5,2 km², dos quais 5,2 km² cobertos por terra e 0,0 km² cobertos por água.

## Localidades na vizinhança
O diagrama seguinte representa as localidades num raio de 16 km ao redor de Odell.